# 경주 황성동 고분
경주 황성동 고분(慶州 隍城洞 古墳)은 대한민국 경상북도 경주시 황성동에 있는 삼국시대의 무덤이다. 2007년 1월 2일 대한민국의 사적 제476호로 지정되었다.

## 개요
경주 황성동 석실분은 인근에 위치한 경주 용강동 고분(사적 제328호)과 함께 경주지역의 대표적인 평지 석실분으로 국립경주문화재연구소 발굴조사 결과 봉분과 호석주변 시설 및 석실내부 시설 등 횡혈식 석실분 자료의 새로운 시설이 확인되었으며, 또한, 석실내부에서 출토된 인화문토기와 중국제 해무리굽 청자편은 고분의 연대와 신라토기 편년연구에 새로운 자료를 제공하고 있다.
석실은 널길(棺이 들어가는 길)이 왼쪽에 위치한 좌편연도식 석실로 천정부분은 올라가면서 점차 모죽임한 것으로 추정되나 붕괴되고 일부만 남아 있다. 석실의 평면형태는 남북으로 긴 장방형이며, 규모는 남북길이 2.4m, 동서너비 1.75m이다. 봉분의 축조는 사질토와 사질점토 및 잔자갈과 굵은 모래를 판축기법으로 쌓은 것으로 추정되며, 규모는 동서 14.1m, 남북 16.4m, 잔존높이 2.0m이며, 호석은 직경 약 9.8m, 높이 약 2.0m이다.
유적의 연대는 석실내부에서 출토된 인화문토기로 보아 7세기 중반에 축조되었으며, 마지막 추가장이 이루어진 시기는 묘도에서 출토된 중국제 해무리굽 청자편으로 보아 9세기 전반으로 추정된다.
이 고분은 신라 평지석실분 연구와 신라토기 편년연구에 새로운 자료를 제공하는 중요한 고분이다.

## 같이 보기
- 경주 용강동 고분 (사적 제328호)

## 참고 자료
- 경주 황성동 고분 - 국가유산청 국가유산포털